# 懷梅阿 (夏威夷州夏威夷縣)
懷梅阿是位於美國夏威夷州夏威夷縣的一個人口普查指定地區。

## 地理
懷梅阿的座標為20°01′13″N 155°40′04″W / 20.02028°N 155.66778°W，而該地最高點為海拔高度810米（即2670英尺）。

## 人口
根據2010年美國人口普查的數據，懷梅阿的面積為101.90平方千米，當中陸地面積為101.80平方千米，而水域面積為0.10平方千米。當地共有人口9212人，而人口密度為每平方千米90人。